# The Move
The Move van ser una banda de rock britànic de la dècada dels 60 i començaments dels 70, que va aconseguir gran popularitat per les seves energètiques actuacions en directe i una sèrie de singles que van aconseguir els primers llocs de les llistes angleses.

## Història
Originaris de Birmingham, la gènesi de la banda es va produir a l'octubre de 1965, quan diversos músics locals actius en diverses bandes van decidir unir les seves forces per formar un nou grup amb majors ambicions artístiques.
Van ser Chris 'Ace' Kefford i Trevor Burton els qui van iniciar l'operació en el Club Cedar, santuari de l'escena beat de Birmingham. Van contactar amb el jove guitarrista Roy Wood (que tocava amb Mike Sheridan's Lot, abans coneguts com a Mike Sheridan and The Nightriders), que componia les seves pròpies cançons. El següent a unir-se va ser el cantant Carl Wayne, que havia coincidit anteriorment amb Kefford en el seu propi grup, Carl Wayne and The Vikings. El lloc de bateria va ser ocupat per un altre exViking, Bev Bevan, després d'haver considerat per al lloc a John Bonham, després en Led Zeppelin. L'empenta definitiva es va produir quan van contractar a Tony Secunda com mànager, un antic promotor de combats de wrestling (lluita lliure) ficat a promotor musical. Els seus expeditius i no sempre del tot legals mètodes van posar al grup en boca de l'opinió pública, encara que també els van portar problemes, fins i tot amb el primer ministre britànic.
Secunda va aconseguir fer de The Move la banda resident en el prestigiós Marquee de Londres. Vestits com gàngsters, amb sabates i corbates blanques, els va proporcionar una imatge impactant. "Mai somrieu a la càmera", va ser la terminant ordre que van rebre els músics en les sessions fotogràfiques.
Musicalment, The Move eren una força de la naturalesa sobre l'escenari. Originalment el seu set estava compost principalment de versions de rythm & blues, que a poc a poc van anar cedint el seu lloc a les fantàstiques composicions de Wood, veritable orfebre del pop.
No obstant això, a la fi de 1966, van començar els problemes. L'administració del Marquee club va expulsar a la banda a causa de la violència cada vegada major que es desenvolupava durant les seves actuacions. Carl Wayne va fer vessar el got de la seva paciència intentant calar foc a l'escenari.
Paral·lelament, el grup havia gravat el seu primer single d'èxit, Night of Fear, basat en l'Obertura 1812 de Tchaikovsky. El productor Denny Cordell, que ja havia facturat algun èxit per The Moody Blues i Georgie Fame, els va ajudar a aconseguir l'atractiu pop necessari per triomfar en les llistes. Li van seguir I Can Hear The Grass Grow, Flowers in The Rain i Fire Brigade, totes sortides de la ploma de Roy Wood.
Una polèmica postal publicada per Secunda amb la imatge del primer ministre Harold Wilson els va ocasionar seriosos problemes. L'atrevida maniobra comercial del mànager els va costar tots els beneficis del single Flowers in The Rain, que van ser destinats a beneficència, i a Secunda el lloc. Va ser substituït per Don Arden.
Els problemes de drogues i alcohol van provocar la sortida del baixista Ace Kefford i posteriorment, del guitarrista Trevor Burton, disgustat pel perfil massa pop que prenia la banda, sent substituït pel poc conegut Rick Price.
Mai van ser un grup d'àlbums, almenys pel que fa a èxit de vendes. Després de la marxa de Burton i l'acomiadament d'Arden, van contractar un nou mànager, Rick Walsh, que els va embarcar en una gira de cabarets que va provocar serioses tensions entre Wayne, més avesat a actuar en aquest tipus de locals, i Wood, que ho odiava profundament, sobretot després de diversos incidents amb el dur públic que freqüentava aquests llocs.
El seu progressiu arraconament dins del grup i la falta d'èxits recents, van motivar l'abandó definitiu de Carl Wayne. Va ser substituït per Jeff Lynne, que ja havia col·laborat intermitentment amb Wood. El posterior abandó de Price els va convertir en un trio.
Message from the Country va ser el seu últim àlbum. Tal vegada el seu millor llançament, es va beneficiar de la fantàstica qualitat com a compositors de Lynne i Wood. No obstant això, el disc va ser gravat només per raons contractuals, doncs els dos músics ja tenien molt avançat un nou projecte molt ambiciós, que pretenia barrejar la música pop amb la clàssica. En 1972 van donar les seves últimes actuacions com The Move i van passar a anomenar-se Electric Light Orchestra.
La importància de The Move és gran dins de la història de la música pop. Van començar com un grup mod, amb forta influència de la música negra provinent d'Amèrica, per després convertir-se en una factoria de cançons pop exquisides, gràcies al talent com a compositor de Roy Wood. En els seus àlbums van ser ambiciosos, encara que l'èxit no els va acompanyar. A través d'arranjaments barrocs i experimentals van intentar trobar un nexe d'unió amb la música clàssica que seria explotat en la seva següent aventura, l'ELO. Així mateix, van obrir les portes del que més endavant seria el Heavy Metall, amb temes com Brontosaurus.
Molts artistes han versionat els seus temes. Grups com Cheap Trick ho han fet diverses vegades en la seva carrera.

## Personal

### Membres
- Bev Bevan - tambors, veus (1965-1972, 2004-2014)
- Roy Wood - guitarra, teclats, saxofon, flauta, baix, veus (1965-1972)
- Carl Wayne - veus, baix, guitarra (1965-1970; mort 2004)
- Trevor Burton - guitarra, baix, veus (1965-1969, 2007-2014)
- Ace Kefford - baix, veus (1965-1968)
- Rick Price - baix, veus (1969-1971)
- Jeff Lynne - guitarra, piano, veus (1970-1972)
- Phil Tree - bass, veus (2004-2014)
- Neil Lockwood - teclats, veus (2004-2014)
- Phil Bates - guitarra, veus (2004-2007)
- Gordon Healer - guitarra, veus (2007-2014)
- Abby Brant - keyboards, veus (2014)
- Tony Kelsey - guitarra, veus (2014)

## Discografia

### Albums d'estudi
- Move (1968) [UK #15]
- Something Else from the Move (1969) (EP amb cinc temes)
- Shazam (1970)
- Looking On (1970)
- Message from the Country (1971)

Tots ells (menys el Ep Something from the Move) compten amb unes luxoses reedicions a càrrec de la discogràfica Excepte, amb nombrosos temes extres i llibret renovat.

### Compilacions
- Split Ends (1972)
- The Best of the Move (1974)
- Great Move!: The Best of the Move (1992)
- The BBC Sessions (1995)
- The Move Anthology: 1966-1972 (4CD-Box, 2008)